# Titolo di cortesia
Un titolo di cortesia è un titolo che non ha significato legale ma è piuttosto usato per consuetudine o cortesia, particolarmente, nel contesto della nobiltà, i titoli utilizzati dai bambini dei membri della nobiltà (confrontare titolo sostanziale).
In alcuni contesti, titolo di cortesia è utilizzato per intendere il più generale concetto di titolo o appellativo onorifico come Signore, Signora, Dottore, Signorina, Sir, e Madam.

## Europa
In Europa, inclusa la Francia, molti titoli non sono titoli sostanziali ma rimangono titres de courtoisie, e come tali, sono adottati unilateralmente. Quanto fatto da un membro genuino della noblesse d'épée l'usanza era tollerata dalla società francese.  Una pratica comune è la diminuzione del titolo, quando i cadetti maschi di famiglie nobili, soprattutto dell'aristocrazia terriera, possono assumere un titolo di cortesia minore di quello portato legalmente dal capo della famiglia, anche se essi non avevano una propria signoria feudale intitolata.
Ad esempio, il figlio maggiore del "Duca di Parigi" (titolo sostanziale) può essere chiamato "Marchese di Parigi" (titolo di cortesia) e i figli minori "Conte N. di Parigi", dove N. è il nome di persona. Nella paria ereditaria napoleonica e della Restaurazione, la diminuzione era un diritto per i figli minori, con il titolo derivato ereditabile per primogenitura maschile; re Giuseppe Bonaparte conferì il titolo di "Principe" ai suoi nipoti nella linea maschile e in quella femminile.

## Giappone
Nel novembre 2020, una proposta del governo giapponese vuole stabile il titolo di "Kojo" ("donna imperiale") per le ex-principesse. Secondo l'attuale Legge della casa imperiale i membri femminili che sposano dei non-nobili perdono il loro stato imperiale e diventano non-nobili. Se questa proposta diventasse legge, le ex-principesse sarebbero comunque non-nobili ma avrebbero uno stato ufficiale di funzionario statale per condurre incarichi pubblici a causa del numero in diminuzione dei membri della famiglia imperiale.